# Витебско-Оршанская операция
Витебско-Оршанская операция (бел. Віцебска-Аршанская аперацыя) — фронтовая операция войск 1-го Прибалтийского и 3-го Белорусского фронтов, проводившаяся 23 — 28 июня 1944 года против немецких войск во время Великой Отечественной войны с целью обрушения обороны правого фланга группы армий «Центр». Была составной частью Белорусской стратегической наступательной операции (операции «Багратион»).

## Военно-оперативная ситуация

### РККА
На Витебском и Оршанском направлении к началу июня располагались 4 советские армии 3-го Белорусского фронта: 5-я, 31-я, 39-я и 11-я гвардейская, которые были усилены частями развития наступления: 5-й гвардейской танковой армией, 2-м гвардейским Тацинским танковым корпусом, а также конно-механизированной группой Осликовского. Севернее находились 6-я гвардейская и 43-я армия 1-го Прибалтийского фронта, усиленные 1-м танковым корпусом.
- 1-й Прибалтийский фронт (командующий генерал армии И. Х. Баграмян, начальник штаба генерал-полковник В. В. Курасов, член Военного совета генерал-лейтенант Д. С. Леонов)
  - 6-я гвардейская армия (командующий генерал-лейтенант И. М. Чистяков, начальник штаба гвардии генерал-майор В. А. Пеньковский, член Военного совета гвардии генерал-майор К. К. Абрамов)
  - 43-я армия (командующий генерал-лейтенант А. П. Белобородов, начальник штаба генерал-майор Ф. Ф. Масленников, член Военного совета генерал-майор С. И. Шабалов. Списочная численность на 01.06.1944 г. составляла 64 920 человек (при штатной — 108 575 человек)[2].
  - 1-й танковый корпус (командир генерал-лейтенант танковых войск В. В. Бутков)
  - 3-я воздушная армия (командующий генерал-лейтенант авиации Н. Ф. Папивин, начальник штаба генерал-майор авиации Н. П. Дагаев). К началу операции имела в своём составе 1 094 самолёта (бомбардировщиков — 73, штурмовиков — 368, истребителей — 403, разведчиков — 20, корректировщиков — 32, транспортных и связи — 198)[2].
- 3-й Белорусский фронт (командующий генерал армии И. Д. Черняховский, начальник штаба генерал-лейтенант генерал-полковник А. П. Покровский, член Военного совета генерал-лейтенант В. Е. Макаров)
  - 5-я армия (командующий генерал-лейтенант Н. И. Крылов)
  - 11-я гвардейская армия (командующий генерал-лейтенант К. Н. Галицкий)
  - 31-я армия (командующий генерал-лейтенант В. В. Глаголев, начальник штаба генерал-майор  М. И. Щедрин)
  - 39-я армия (командующий генерал-лейтенант И. И. Людников)
  - 5-я гвардейская танковая армия (командующий маршал бронетанковых войск П. А. Ротмистров)
  - 2-й гвардейский Тацинский танковый корпус (командир гвардии генерал-майор бронетанковых войск А. С. Бурдейный)
  - Конно-механизированная группа (командир гвардии генерал-майор Н. С. Осликовский)
    - 3-й гвардейский Сталинградский механизированный корпус (командир генерал-лейтенант В. Т. Обухов)
    - 3-й гвардейский кавалерийский корпус (командир гвардии генерал-майор Н. С. Осликовский, начальник штаба полковник С. Т. Шмуйло)

  - 1-я воздушная армия (командующий генерал-лейтенант авиации М. М. Громов) на 23 июня имела 1 901 исправный боевой самолёт (истребителей — 840, штурмовиков — 528, бомбардировщиков — 459, разведчиков — 54)[2].
- соединения авиации дальнего действия

координировал действия 1-го Прибалтийского и 3-го Белорусского фронтов представитель Ставки ВГК маршал Советского Союза А. М. Василевский

### Вермахт
На витебском направлении на рубеже восточнее Полоцк, Богушевск (Богушевское) на фронте 150 км советским войскам противостояла 3-я немецкая танковая армия, а на оршанском и могилевском направлении в полосе Богушевск (иск.), Быхов на фронте 225 км — части 4-й немецкой армии.
- части группы армий «Центр» (командующий генерал-фельдмаршал Эрнст фон Буш)
  - 3-я танковая армия (командующий генерал-полковник Георг Рейнгардт). Численность личного состава 3-й танковой армии на начало июня 1944 года составляла около 165 тыс. человек[3].
    - 6-й армейский корпус (командир генерал пехоты Георг Пфайффер, с 28.06.1944 — генерал артиллерии Гельмут Вейдлинг)
    - 9-й армейский корпус (командир генерал пехоты Рольф Вютман[англ.] )
    - 53-й армейский корпус (командир генерал пехоты Фридрих Голльвитцер)

  - 4-я армия (командующий генерал пехоты Курт фон Типпельскирх)
    - 27-й армейский корпус (командир генерал пехоты Пауль Фёлькерс)

  - части 6-го воздушного флота (командующий генерал-полковник Ро́берт риттер фон Грейм). На середину июня 1944 года в 6-м воздушном флоте было всего 32 истребителя, 19 ночных истребителей, 312 бомбардировщиков, 48 ночных бомбардировщиков, 106 штурмовиков, 26 дальних и 67 ближних разведчиков, 44 транспортных самолёта[2].
- части группы армий «Север» (командующий генерал-полковник Георг Линдеман)
  - 16-я армия (командующий генерал артиллерии Христиан Хансен)
    - 1-й армейский корпус (командир генерал пехоты Карл Хильперт)

  - части 1-го воздушного флота (командующий генерал Курт Пфлюгбейл[англ.])

## Планы сторон

### РККА
В рамках Белорусской наступательной операции войска 1-го Прибалтийского фронта были нацелены через Полоцк, Глубокое, Швенченис (Свенцяны) — на Шяуляй, отсекая немецкую группу армий «Север» от группы армий «Центр» и выходя на Балтику в районе Клайпеды; войска 3-го Белорусского фронта, после разгрома врага в районе Витебска и Орши и удара на Борисов, направлялись через Минск, Молодечно, Вильнюс, Каунас, Лиду и Гродно к границам Восточной Пруссии
На первом этапе Белорусской операции перед 1-м Прибалтийским и 3-м Белорусским фронтами ставилась задача по «разгрому витебской группировки, ввод в прорыв танковых и механизированных войск и развитие главного удара на запад с охватом своей левофланговой группировкой борисовско-минской группы немецких войск».
Директивами Ставки предусматривалось нанести два удара.
Один — силами 39-й и 5-й армий (3-го Белорусского фронта) «из района западнее Лиозно в общем направлении на Богушевск, Сенно», частью сил обходя Витебск с юго-запада во взаимодействии с левым крылом 1-го Прибалтийского фронта (6-я гвардейская и 43-я армии, которые наносили удар в общем направлении на Бешенковичи, Чашники). В результате должна была быть разгромлена витебская группировка врага и взят город Витебск.
- 39-я армия силами 5-го гвардейского стрелкового корпуса наносила удар на участке Макарово — Языково в общем направлении Песочна, Плиссы, Гнездиловичи, должна была соединиться с войсками 1-го Прибалтийского фронта (43-я армия) в районе Островно и овладеть городом Витебск[2].
- 5-я армия должна была нанести удар с участка Ефременки — Юльково в направлении на Богушевск. С выходом на реку Лучеса армия должна была обеспечить ввод в прорыв конно-механизированной группы Осликовского[2]. Дальнейшая задача армии (совместно с конно-механизированной группой) — развивать наступление в направлении Сенно, Лукомоль и к десятому дню наступления главными силами выйти на реку Березина. Частью сил армия должна наступать на юг в направлении на Бабиновичи[1].
- 6-я гвардейская армия должна была прорвать оборону противника на участке Волотовка — Новая Игуменщина (фронт прорыва 18 км) в общем направлении на Чашники, Лепель, Бешенковичи, обеспечить ввод в прорыв 1-го танкового корпуса в направлении на Бешенковичи[1].
- 43-я армия должна была прорвать оборону противника на участке Новая Игуменщина — Тошник (фронт прорыва 7 км) в направлении на Шумилино, прорвав главную линию обороны противника, на второй день операции захватить плацдармы на южном берегу Западной Двины[2], двигаясь в общем направлении на Бешенковичи, Чашники, своим левым флангом соединиться с частями 39-й армии 3-го Белорусского фронта в районе Островно — Гнездиловичи овладеть городом Витебск. Ближайшая задача заключалась в выходе на западную Двину и захвате плацдармов на её левом берегу[9]
- 1-й танковый корпус имел задачу, войдя в прорыв с рубежа железной дороги Полоцк-Витебск на участке Мазурино — Шумилино, наступать в общем направлении на Залужье, Ловты, Бешенковичи[1] и овладеть плацдармом на южном берегу реки Западная Двина в районе Бешенковичей. Часть сил корпуса выдвигалась в район Кмень, Чашники, чтобы не допустить к Витебску резервов врага[9].

Другой удар — силами 11-й гвардейской и 31-й армий (3-го Белорусского фронта), должен быть нанесён по оршанской группировке противника и далее вдоль минской автострады в общем направлении на Борисов. Частью сил этой группировки ударом с севера предполагалось овладеть городом Орша.
Подвижные войска фронта (конницу и танки) предлагалось использовать для развития успеха в общем направлении на Борисов «с задачей во взаимодействии со 2-м Белорусским фронтом разгромить борисовскую группировку противника и выйти на западный берег р. Березина в районе Борисова».
- 11-я гвардейская армия силами 9 стрелковых дивизий должна была прорвать оборону противника в районе Остров Юрьев, Киреево (ширина участка — 8 км[1]) двигаться вдоль автомагистрали Смоленск — Минск в направлении Толочин, Борисов с целью разгрома совместно с войсками 5-й и 31-й армий Оршанско-Богушевской группировки противника. К исходу третьих суток наступления армия должна была выйти на рубеж Яново — Молотаны — Ламачин. А к исходу 10-го дня — выйти на реку Березина в районе г. Борисова и севернее его.[2]. При выходе армии на рубеж Забажница — Шалашино — Бахатово предполагалось ввести в прорыв 2-й гвардейский Тацинский танковый корпус, а также обеспечить условия для ввода 5-й гвардейской танковой армии с 3 дня операции[1].
- 31-я армия должна была силами 6 стрелковых дивизий, прорвав оборону противника на участке Киреево (иск.) — Загваздино (7 км), нанести удар по обоим берегам Днепра в направлении города Орши и далее наступать на Воронцевичи и Выдрицу. К исходу третьего дня планировалось овладеть Оршей[2]. Дальнейшая задача наступление на Воронцевичи, Выдрица[1].
- 5-я гвардейская танковая армия вводилась на южном или северном участке прорыва, там где откроется возможность для широкого манёвра[8].

### Вермахт
Немецкое командование не ожидало серьёзного наступления советских войск летом 1944 года на позиции ГА «Центр». Поэтому и планы проведения Витебско-Оршанской операции стали для командования группы армий неожиданностью. Фельдмаршал Буш при посещении штаба 3-й танковой армии 21 апреля 1944 года говорил: „В любом случае на основе событий этой зимы русское командование будет ставить очень масштабные цели на участках других групп армий“. С ним был согласен командующий 3-й танковой армией генерал Рейнгард: „Наличие у русских намерения захватить Витебск атакой в полосе 3 ТА представляется командующему сомнительным“.
В составе ГА «Центр» в целом и 3-й танковой армии практически не было подвижных соединений. Немецкое командование планировало отражать все возможные атаки советских войск, опираясь на развитые оборонительные сооружения. Так, в полосе 27-го армейского корпуса 4-й армии, прикрывавшего оршанское направление, немецкая оборона простиралась на глубину 20-25 км, с 11-14 линиями траншей на нескольких рубежах обороны, с блиндажами и укрытиями, оборудованными артиллерийскими позициями для стрельбы прямой наводкой, 6-7 рядами колючей проволоки и сплошными минными полями.
Согласно приказу Гитлера от 8 марта 1944 года крупные города в полосе группы армий были объявлены «крепостями», в том числе Витебск (комендант — командир 53-го армейского корпуса генерал пехоты Фридрих Голльвитцер, силы прикрытия — 1 батальон, заполнение — 3 дивизии), Орша (комендант — полковник Ратолифф, силы прикрытия — 1 рота, заполнение — 2 дивизии). Командующие группы армий к эффективности «крепостей» для отражения наступления противника относились скептически. Так, Рейнгард предлагал в случае советского наступления оставить Витебск, вынудив таким образом противника нанести свой первый удар по пустому месту, а самим отойти и держать оборону на рубеже «Тигр». Но приказ фюрера остался в силе.

## Общий ход операции
Операция была проведена в период 23 — 28 июня 1944 года. Ей предшествовала разведка боем, которая началась 22 июня.

### 22 июня
В полосе 1 Прибалтийского фронта разведка боем проводилась силами 10 стрелковых рот, усиленных танками, после небольшой артиллерийской подготовки.
Подразделения 22-го гвардейского стрелкового корпуса (6-я гвардейская армия) в течение дня прорвали главную полосу обороны немцев (для чего в бой были введены главные силы первого эшелона) и продвинулись на фронте 15 км на 5-7 км, оттеснив подразделения 252-й пехотной дивизии противника к утру 23 июня на линию Савченки-Морги-Плиговки.
Значительно меньшего успеха достигли подразделения 23-го гвардейского стрелкового корпуса (6-я гвардейская армия), которым удалось занять лишь первую траншею, а в дальнейшем пришлось отбивать контратаки противника.
1-му стрелковому корпусу (43-я армия), который начал атаку в 16 часов, удалось на 0,5-1,5 км вклиниться в оборону немцев. В ночь на 23 июня на участке корпуса были дополнительно введены главные силы полков первого эшелона, подразделения 5-й штурмовой и 28-й инженерно-саперных бригад. В результате была захвачена деревня Замошье, к утру подразделения корпуса вышли к деревне Гороватка. Продвижение на отдельных участках составило до 3,5 км.
60-й и 92-й стрелковые корпуса (43-я армия) в течение 22 июня успеха не имели и под давлением противника были вынуждены к концу дня вернуться на исходные позиции.
В полосе 3-го Белорусского фронта при проведении разведки боем наибольшего успеха добились передовые батальоны 65-го и 72-го стрелковых корпусов (5-я армия), которые захватили первые 2 траншеи в течение дня и вели бой в направлении Машкова. С целью наращивания успеха стрелковых подразделений командование ввело в бой 153-ю танковую бригаду и 954-й полк САУ. В результате подразделениям 5-й армии удалось захватить плацдармы на южном берегу реки Суходревка и в течение ночи переправить на них пехоту, танки и артиллерию. Противник был вынужден перебрасывать к месту прорыва свои резервы.
Подразделения 11-й и 31-й армии успеха не имели: наткнувшись на сильное сопротивление противника, они понесли значительные потери и к концу дня были отведены на исходные позиции.
В полосе 39-й армии 22 июня разведка боем по просьбе генерал-лейтенанта И. И. Людникова не проводилась, с целью не раскрывать планы наступления (положение войск противника было известно).
Проведенная разведка боем позволила на ряде направлений вклиниться в оборону противника и тем самым нарушить её целостность, уточнить группировку сил противника, размещение его огневых средств, и тем самым внести последние корректировки в планы наступления.

### 23 июня
На участке 1-го Прибалтийского фронта войска 22-го и 23-го гвардейских стрелковых корпусов 6-й гвардейской армии после артиллерийской подготовки при поддержке танков и САУ допрорвали главную полосу обороны противника на участке Савченки-Новая Игуменщина (20 км) и к 21:00 23 июня вышли на рубеж Савченки — Гребенец — Ровенец — Спасское — Мамонькина — Сковородин — Мазурино — Вербали — Жимакино, продвинувшись за день на 12-16 км. Были освобождены 96 населенных пунктов, в том числе сильные узлы сопротивления противника: Крицкое, Залужье, Сиротино, Добрино.
Войска 1-го и 60 стрелкового корпусов 43-й армии после артиллерийской подготовки прорвали оборону противника на участке Новая Игуменщина-Ужмекино (16 км по фронту), овладели в течение дня узлами сопротивления Шумилино и станция Сиротино и к 21-00 вышли на рубеж Добея — Плющевка — Пущевые — Кузьмино — Ужмекино (продвижение вперед до 16 км).
Удар 1-го Прибалтийского фронта пришёлся на стык групп армий «Север» и «Центр» и был неожиданным для противника: «Особенно неприятным было наступление северо-западнее Витебска, так как оно в отличие от ударов на остальном фронте явилось полной неожиданностью».
Глубокий прорыв войск 1-го Прибалтийского фронта заставил противника начать быстрый отвод частей 9-го армейского корпуса на рубеж Западной Двины, а частей 53-го армейского корпуса — на южные и западные окраины Витебска.
Несмотря на быстрое продвижение стрелковых подразделений, ввод в прорыв 1-го танкового корпуса не состоялся из-за его медленного выдвижения (в том числе вследствие плохого состояния дорог после прошедших дождей); командование 1-го Прибалтийского фронта решило ввести корпус после захвата плацдарма на Западной Двине.
Авиация фронта произвела 764 самолёто-вылета. Авиация противника совершила 14 самолёто-пролётов.
39-я армия 3-го Белорусского фронта перешла в наступление на участке Перевоз — Романово: три стрелковые дивизии 5-го гвардейского стрелкового корпуса после артиллерийской подготовки и ударов авиации в 6:00 прорвали оборону противника на участке Перевоз — Кузьменцы (6 км), форсировали реку Лучеса, с ходу заняв 3 переправы (к 12-00), и к 13-00 перерезали железную дорогу Витебск — Орша у станции Замостье. Части 84-го стрелкового корпуса 39-й армии в течение дня вклинились в главную полосу обороны противника, наибольший успех был достигнут частями 158-й стрелковой дивизии, захватившими нп Бабиновичи. К концу дня армия вышла на рубеж Тишково — Ляденки, а передовыми частями в район Шелки (продвижение за день до 13 км).
5-я армия прорвала оборону противника на участке Заречье — Шельмино. Подразделения 72-го стрелкового корпуса форсировали реку Лучеса и захватили плацдармы в районе деревень Ковали, Заречье и Савченки (где были разгромлены подразделения 299-й пехотной дивизии и захвачен железнодорожный мост и тем самым перерезана железная дорога Витебск — Орша). Подразделения 65-го стрелкового корпуса после тяжёлых боев во второй половине 23 июня захватили плацдармы на реке Лучеса в районе Рудаков, Калиновичей. Командование 3-й немецкой танковой армии пыталось сбросить советские войска с плацдармов на реке Лучеса, введя в бой части 14-й пехотной дивизии, поддержанные штурмовыми орудиями, однако все атаки были отбиты. В результате части 5-й армии продвинулась вперед на 10 км и к концу дня вышли на рубеж Савченки — Владыковщина — Гряда — Николаево — Пущеёво — Понизовье — Рудаки — Большие Калиновичи — Новый Стан — Бостон, расширив фронт прорыва до 26 км. Оборонявшиеся части 6-го немецкого армейского корпуса начали отход, пытаясь закрепиться на следующем рубеже обороны. В этих условиях командование 3-м Белорусским фронтом приняло решение продолжать наступление ночью, чтобы сорвать планы противника, а для развития успеха ввести конно-механизированную группу генерала Осликовского (из-за плохого состояния дорог части КМГ прибыли в район сосредоточения только к 7:00 24 июня).
11-я гвардейская армия прорывала оборону противника на участке озеро Зеленское — Киреево. Части 36-го гвардейского стрелкового и 8-го стрелкового корпусов после артиллерийской подготовки и ударов авиации при поддержке танков и САУ перешли в наступление и захватили первую траншею противника, был захвачен и поселок Киреево, однако из-за усилившегося сопротивления 78-й пехотной дивизии дальнейшее продвижение советских войск на этом участке было приостановлено. А вот на правом фланге 11-я гвардейской армии части 16-го гвардейского корпуса и приданного ему 155-го укрепленного района успешно прорвали оборону в лесисто-болотистой местности и к 10-00 захватили Остров Юрьев. Несмотря на многочисленные контратаки противника, наступление на правом фланге армии успешно развивалось (для развития успеха в течение дня на этом участке была введена в бой 1-я гвардейская Московская стрелковая дивизия, части которой к исходу дня захватили плацдарм на реке Выдрейка, 5-я гвардейская Городокская стрелковая дивизия, которая вела бой за нп Выдрица, а также 11-я гвардейская Городокская стрелковая дивизия, которая получила задачу разгромить противника южнее Бабиновичей). 11-я гвардейская армия к исходу дня вела бой на рубеже Зеленуха — Болтуны — Посёлок № 10-лес юго-восточнее нп Полипки — восточная окраина нп Брюховские — Шибаны — восточнее нп Заволны — Киреёво (продвижение за день составило от 2 до 8 км).
31-я армия вклинилась в оборону противника на глубину до 3 км к концу дня вела бой на рубеже лес 2 км юго-западнее нп Киреёво — восточнее нп Бурое Село-восточнее Загваздино.
Авиация фронта произвела 877 самолёто-вылетов (из них 105 — ночью). Авиация противника совершила 36 самолёто-пролётов.

## Результаты операции
В результате операции были освобождены районные центры Витебской области Шумилино (23 июня), Бешенковичи, Богушевск, Сенно (25 июня), Толочин (26 июня), Орша, Чашники (27 июня), Лепель (28 июня).

## Награды и память
За успехи и героизм в ходе Витебской операции Блохин Фёдор Тимофеевич, Борисов Николай Борисович, Беспятов Алексей Иванович, Смирнов Юрий Васильевич и Бородулин Сергей Дмитриевич удостоены звания Героя Советского Союза. Возле въезда на мост, спасённый старшим сержантом Блохиным, установлена мемориальная доска с надписью, увековечивающей его подвиг. Ф. Т. Блохин является Почётным гражданином г. Витебска.
За прорыв Витебского укрепрайона и освобождение Витебска в соответствии с приказами ВГК от 2 и 10 июля 1944 года наименование «Витебских» получили 62 соединения и части 39-й, 43-й и 1-й воздушной армий 3-го Белорусского и 1-го Прибалтийского фронтов.
За стойкость в ходе обороны города Орша в соответствии с Приказом подразделения №: 65/н от: 05.08.1944 , Изданного: 36 гв. ск / Награждён Орденом Великой Отечественной войны II степени командир расчёта крупнокалиберного пулемёта гвардии ефрейтор Бегенов Мейірман (Меерман) Мерзабекович.

### Памятные медали[14]
- 20 лет со дня освобождения г. Витебска. (1964, А. Ф. Ковалёв, В. А. Митричев, Витебский часовой завод);
- 25 лет со дня освобождения г. Витебска. (1969, А. Е. Хаткевич, Витебский завод электроизмерительных приборов);
- 25 лет со дня освобождения г. Витебска от немецко-фашистских захватчиков. (1969, Г. Ф. Кликушкин, Фабрика культтоваров);
- 30 лет со дня освобождения г. Витебска от немецко-фашистских захватчиков. (1974, С. Н. Компаниченко, Витебский завод электроизмерительных приборов)